# 宋治平
宋治平（1956年—），吉林桦甸人，汉族，中华人民共和国政治人物、第十二届全国人民代表大会吉林地区代表。
毕业于中央党校经济专业，加入中国民主建国会。担任吉林康乃尔集团董事长。2008年起担任全国人大代表。2013年，被选为全国人大代表。2018年1月，当选第十三届全国政协委员。